# 소송촉진 등에 관한 특례법
소송촉진 등에 관한 특례법(訴訟促進等관한 特例法)은 소송의 지연을 방지하고 신속한 처리를 위해 제정한 대한민국 법률이다.

## 판례
- 소송촉진 등에 관한 특례법 제3조의 규정을 둔 뜻은 금융기관의 공금리에도 휠씬 미치지 못하는 민사상의 법정이율을 현실화하여 채권자에 대하여는 소송을 제기한 이후부터 만이라도 이행연체에 따른 실손해를 배상받을 수 있도록 하는 한편, 채무자에 대하여는 낮은 민사상의 법정이율을 이용하여 악의적으로 채무의 변제를 지체하거나 소송을 지연시키고 상소권을 남용하는 것을 막는 한편 그 법정이율을 대통령령으로 정하도록 위임함으로써 경제여건의 변동에 강력적으로 대처하려는데 있다 할 것이므로 결국 금전채무의 불이행에 관하여 위 법 제3조 제1항의 법정비율은 채권자의 실손해를 배상하는 이율로서의 기능과 악의적인 채무자에 대한 벌칙의 기능을 함께 가진다고 보아 원친적으로 이를 적용한다[1]

- 금전채권자가 채무자를 상대로 채무의 이행을 청구하는 소를 제기한 후에 채무자가 자신의 채무를 이행함으로써 원래의 금전채무는 소멸하여 그 범위에서 채권자의 채무이행청구는 기각될 수밖에 없고 이제 그 채무의 이행지체로 인한 지연손해의 배상만이 남게 된 경우에 그 지연손해금 산정의 기준이 되는 법정이율에 대하여는 '소송촉진 등에 관한 특례법' 제3조상의 이율이 적용되지 않는다[2].

- 객관적 병합소송에 있어서도 각 소송물마다 위와 같은 법리가 적용되므로 하나의 소송에서도 청구금액에 따라 소촉법 제3조 제1항의 적용을 달리 할 수 있다[3].

- 마찬가지로 손해 3분설에 따라 일실수입 청구와 위자료 청구는 소송물이 달라 각 소송물마다 항쟁하는 것이 타당한지 여부를 각기 판단하여 소촉법 적용 여부를 결정하여야 한다[4].

- 소촉법 소정의 법정이율(12%)보다 낮은 지연손해금(예를 들어 9%)의 약정이 있는 경우에 소장부본 송달 다음 날부터의 지연손해금은 소촉법 제3조 제1항의 이율을 적용할 수 있다[5].

- 민법 제548조 제2항은 계약해제로 인한 원상회복의무의 이행으로 반환하는 금전에는 그 받은 날로부터 이자를 가산하여야 한다고 하고 있는바, 위 이자의 반환은 원상회복의무의 범위에 속하는 것으로 일종의 부당이득반환의 성질을 가지는 것이지 반환의무의 이행지체로 인한 손해배상은 아니라고 할 것이고, 소송촉진등에관한특례법 제3조 제1항은 금전채무의 전부 또는 일부의 이행을 명하는 판결을 선고할 경우에 있어서 금전채무불이행으로 인한 손해배상액 산정의 기준이 되는 법정이율에 관한 특별규정이므로, 위 이자에는 소송촉진등에관한특례법 제3조 제1항에 의한 이율을 적용할 수 없다.[6]

- 채무자가 이행의무의 존부와 범위를 다투어 제1심에서 그 주장이 받아들여졌다면 비록 항소심에서 그 주장이 배척되더라도 그 주장은 상당한 근거가 있다고 할 수 있으므로 그러한 경우에는 소송촉진 등에 관한 특례법 제3조 제2항에 따라 항소심판결 선고시까지는 같은 조 제1항 소정의 지연손해금 이율을 적용할 수 없다[7]

- 소송촉진 등에 관한 특례법 소정의 연 25%(헌법재판소 2003. 4. 24. 2002헌가15 전원재판부의 위헌결정 후 2003. 6. 1.부터 연 20%로 하향됨)의 적용배제 요건인 3조 2항의 '그 타당한 범위’는 '채무자가 항쟁하는 것이 타당한 이행의무의 범위'가 아니라 '채무자가 항쟁하는 것이 타당한 기간의 범위'이므로, 채무자가 당해 사건의 사실심에서 항쟁할 수 있는 기간은 당해 사건의 사실심 판결선고시까지로 한정되고 그 이후에는 어떠한 이유로든지 위 특례법 3조 1항의 적용이 배제될 수 없다[8].

- 1년 이내의 정기로 지급되는 변제기까지의 이자채권은 3년의 단기소멸시효에 걸리지만(민법 제163조 제1호), 변제기 다음날에 지급하는 지연손해금(지연이자)은 금전채무의 이행을 지체함으로 인한 손해배상금이지 이자가 아니고 또 민법 제163조 제1호가 정하는 1년 이내의 기간으로 정한 채권도 아니라고 할 것이므로 3년간 행사하지 아니한다고 하여 단기소멸시효가 완성하는 것이라고 할 수 없다[9].

- 당사자가 이혼이 성립하게 전에 이혼소송과 병합하여 재산분할의 청구를 하고 법원이 이혼과 동시에 재산분할로서 금전의 지급을 명하는 판결을 하는 경우 그 금전지급 채무에 관하여는 그 판결이 확정된 다음날부터 이행지체책임을 지게 되고, 따라서 소송촉진 등에 관한 특례법 제3조 제1항 단서에 의하여 같은 조항 본문에 정한 이율이 적용되지 않는다[10]

- 상소기각시 미결구금일수 불산입에 관한 규정은 합헌이다[11]

## 같이 보기
- 법정이율
- 약정이율